# Брынь
Брынь — река в Калужской области России, левый приток реки Жиздры.
Протекает по территории Думиничского и Сухиничского районов. Начинается вблизи деревни Горбатка и течёт в юго-западном и западном направлении по безлесной равнине. После железнодорожной линии Киров — Сухиничи поворачивает на юг и течёт по лесной территории. Впадает в Жиздру в 152 км от её устья, на высоте 155 м.
Длина реки — 81 км (по данным водного реестра РФ длина реки составляет 69 км), средний уклон — 0,455 м/км. Площадь водосборного бассейна — 745 км². На берегах реки расположен город Сухиничи, село Брынь Сухиничского района, село Брынь Думиничского района.

## Притоки
(указано расстояние от устья)
- 5,6 км: река Бобровка (лв)
- 20 км: река Урушка (Уружка) (пр)
- река Немерзка[5] (пр)
- река Борщевка[5] (пр)
- река Песочинка[6] (лв)
- река Гольча[6] (пр)
- 55 км: река Брынец[6] (лв)
- река Брынка[6] (лв)

## История
Ниже железнодорожного моста на линии Киров — Сухиничи на берегу реки расположен земляной вал высотой до 17 м — остатки укреплений древнего города Дебрын (1146 год).
Эта река также известна тем, что в старину на её берегах располагались дремучие леса, носившие название Брынских и упоминающиеся в былинах. В этих лесах скрывались в скитах старообрядцы, поэтому их иногда официально называли последователями Брынской веры.
В 1726 году Н. Н. Демидов построил на реке Брынь Брынский молотовый завод, куда по рекам Оке и Жиздре доставлялся для переплавки чугун с Дугненского завода, а Брынские леса использовались в качестве строительного материала и топлива. Позднее завод был преобразован в суконный и действовал ещё в XIX веке. Здание завода и плотина на реке Брынь сохранились до настоящего времени, но никем не охраняются и продолжают разрушаться.

## Данные водного реестра
По данным государственного водного реестра России относится к Окскому бассейновому округу, водохозяйственный участок реки — Ока от города Белёв до города Калуга, без рек Упа и Угра, речной подбассейн реки — бассейны притоков Оки до впадения Мокши. Речной бассейн реки — Ока.
Код объекта в государственном водном реестре — 09010100512110000019739.